# Copelatus sudrei
Copelatus sudrei är en skalbaggsart som beskrevs av Bameul 2003. Copelatus sudrei ingår i släktet Copelatus och familjen dykare. Inga underarter finns listade i Catalogue of Life.